# Бас Нейгейс
Бас Нейгейс (нід. Bas Nijhuis; нар. 12 січня 1977 року, Енсхеде, Нідерланди) — нідерландський футбольний арбітр. Належить до категорії ФІФА з 2007. За професією м'ясник.

## Кар'єра
Батько Баса також був футбольним арбітром, сам Бас почав судити футбольні матчі у віці 15 років. У березні 2005 року дебютував у матчі між клубами Геренвен та Валвейк у вищому дивізіоні Нідерландів Ередивізі. З 2007 обслуговує матчі Ліги чемпіонів УЄФА та Ліги Європи УЄФА. Арбітр ФІФА з 2007. 2009 року Нейгейс судив матчі молодіжного чемпіонату світу.
2011 року обслуговував матчі чемпіонату світу серед 17-річних в Мексиці.
З 2009 обслуговує відбіркові матчі до чемпіонату світу та чемпіонату Європи.
З липня 2015 входить до елітної групи арбітрів УЄФА.

## Матчі національних збірних
| Дата              | Збірні                        | Рахунок | Турнір               | ЖК | YK · YK · RK | RK |
| ----------------- | ----------------------------- | ------- | -------------------- | -- | ------------ | -- |
| 26 березня 2008   | Бельгія – Марокко             | 1 – 4   | Товариський матч     | 2  | 0            | 0  |
| 10 червня 2009    | Англія – Андорра              | 6 – 0   | Кваліфікація ЧЄ      | 3  | 0            | 0  |
| 18 листопада 2009 | Мальта – Болгарія             | 1 – 4   | Товариський матч     | 4  | 0            | 0  |
| 3 березня 2010    | Словаччина – Норвегія         | 0 – 1   | Товариський матч     | 1  | 0            | 0  |
| 27 травня 2010    | Данія – Сенегал               | 2 – 0   | Товариський матч     | 0  | 0            | 0  |
| 17 листопада 2010 | Угорщина – Литва              | 2 – 0   | Товариський матч     | 3  | 0            | 0  |
| 29 березня 2011   | Естонія – Сербія              | 1 – 1   | Кваліфікація ЧЄ      | 6  | 0            | 0  |
| 7 жовтня 2011     | Португалія – Ісландія         | 5 – 3   | Кваліфікація ЧЄ      | 3  | 0            | 0  |
| 3 червня 2012     | Іспанія - Китай               | 1 – 0   | Товариський матч     | 3  | 0            | 0  |
| 16 жовтня 2012    | Північна Македонія - Сербія   | 1 – 0   | Кваліфікація ЧС      | 6  | 0            | 1  |
| 10 вересня 2013   | Вірменія - Данія              | 0 – 1   | Кваліфікація ЧС      | 4  | 1            | 0  |
| 11 жовтня 2013    | Іспанія – Білорусь            | 2 – 1   | Кваліфікація ЧС      | 6  | 0            | 0  |
| 15 листопада 2013 | Туреччина – Північна Ірландія | 1 – 0   | Товариський матч     | 1  | 0            | 0  |
| 12 жовтня 2014    | Австрія – Чорногорія          | 1 – 0   | Кваліфікація ЧЄ      | 5  | 0            | 0  |
| 3 вересня 2015    | Болгарія - Норвегія           | 0 – 1   | Кваліфікація ЧЄ      | 5  | 0            | 0  |
| 8 жовтня 2015     | Північна Ірландія – Греція    | 3 – 1   | Кваліфікація ЧЄ      | 0  | 0            | 0  |
| 9 жовтня 2016     | Албанія – Іспанія             | 0 – 2   | Кваліфікація ЧС 2018 | 3  | 0            | 0  |
| 11 листопада 2016 | Чехія – Норвегія              | 2 – 1   | Кваліфікація ЧС 2018 | 2  | 0            | 0  |